# Sin límites (película de 2008)
Sin límites (en inglés Little Ashes, literalmente «Cenicitas») es una película dramática hispano-británica, estrenada el 7 de octubre de 2008. Trata de la relación entre el pintor Salvador Dalí y el poeta Federico García Lorca, que empezó cuando ambos, junto con Luis Buñuel, eran estudiantes universitarios y comenzaban a desarrollar sus talentos artísticos en la conservadora España de los años 20.
El título en inglés, Little Ashes, con el que se estrenó internacionalmente, se debe a un cuadro de Dalí cuyo título, Cenicitas, se tradujo literalmente. Este cuadro se encuentra actualmente en el Museo Reina Sofía.

## Argumento
En 1922, el joven Salvador Dalí llega a Madrid para realizar sus estudios universitarios, se aloja en la Residencia de Estudiantes, donde encuentra un ambiente de modernidad en el que estudian las élites culturales españolas. Salvador, que está empeñado en convertirse en pintor, pronto llama la atención del círculo de artistas de la residencia al que se unirá forjando una gran amistad con el poeta Federico García Lorca y el futuro cineasta Luis Buñuel.
Su relación se complica cuando Federico, ignorando los avances amorosos de su amiga la escritora Magdalena, empieza a sentirse atraído por Salvador, y el propio Salvador resulta fascinado por el magnetismo de Lorca. Luis, que se va sintiendo desplazado a medida que la relación entre ambos se va haciendo más estrecha, decide trasladarse a París, el epicentro del arte del momento, para cumplir con sus propias ambiciones artísticas. Allí van a visitarle sus dos amigos antes de que ambos vayan a pasar el verano juntos en la residencia familiar de Dalí, en Cadaqués.
En Cadaqués, Federico se siente integrado en la familia de Dalí y cada vez más enamorado de Salvador, su relación se va haciendo cada vez más íntima, hasta que una noche su amistad se convierte en algo más. Cuando Luis les hace una visita, sospecha este cambio en la relación y lo desaprueba. Pero la relación está condenada. Dalí se siente agobiado por Lorca e incapaz de manejar los sentimientos que le profesa éste y también se traslada a París. Allí, sumergido en la alta sociedad y su decadencia, conoce a Gala, una mujer casada con inclinación por los famosos. Cuando Lorca va a visitarle, encuentra que su amigo ha cambiado en todos los sentidos, su amor hacia él, su forma de vida, sus ideas políticas y su orientación sexual.

## Reparto
- Robert Pattinson: Salvador Dalí
- Javier Beltrán: Federico García Lorca
- Matthew McNulty: Luis Buñuel
- Marina Gatell: Magdalena
- Bruno Oro: Paco
- Esther Nubiola: Adela
- Marc Pujol: Carlos
- Arly Jover: Gala Dalí
- Simón Andreu: Fernando del Valle
- Vicky Peña: tía de Magdalena
- Rubén Arroyo: Rafael
- Diana Gómez: Ana María
- Pep Sais: profesor de arte
- Joan Picó: joven oficial
- Ferran Audí: guardia 1
- Adría Allué: guardia 2
- Ferran Lahoz: señor Milagro
- Cristian Rodrigo: joven periodista
- Sue Flack: Madam
- Adrian Devant: titiritero
- Ramón Enrich: profesor
- Xavi Siles: hombre 1
- Philippa Goslett y Hanne Rützou: hermanas de Federico
- Paco Alonso: cantante gitano

## Antecedentes
Es ampliamente conocido que Lorca estuvo enamorado de Dalí, pero el pintor siempre negó haber mantenido una relación amorosa con él. Dalí afirmó:

Él era homosexual, todos lo sabían, y estaba locamente enamorado de mi... Intentó follarme dos veces... Yo estaba muy molesto porque no era homosexual, y no estaba interesado en ceder. Además, duele. Así que no me aportó nada. (...)

Para justificar su decisión de plasmar la historia como una relación amorosa la guionista Philippa Goslett dijo:

Habiendo investigado mucho, está claro que algo pasó, sin duda... Cuando se mira las cartas está claro que algo más había ahí... Empezó como una amistad, se fue haciendo más íntima y llegó al nivel físico, pero Dalí lo encontró difícil, no pudo seguir adelante. Dijo que intentaron practicar sexo pero que dolía, así que no pudieron consumar la relación."

## Comentario
El Biopic no deja de ser una versión novelada o ficción histórica de la relación entre el poeta y el pintor, a la vez que cae en algunos errores de importancia como el de mencionar a Gala como la esposa de Pablo Picasso en vez de Paul Éluard.

## Festivales y estrenos
| Estrenos internacionales | Estrenos internacionales | Estrenos internacionales | Estrenos internacionales       |
| País                     | Título                   | Fecha                    | Festival                       |
| ------------------------ | ------------------------ | ------------------------ | ------------------------------ |
| Reino Unido              | Little Ashes             | 7 de octubre de 2008     | Raindance Film Festival        |
| España                   | Sin límites              | 27 de octubre de 2008    | Festival de cine de Valladolid |
| Alemania                 | Little Ashes             | 6 de febrero de 2009     | European Film Market           |
| Estados Unidos           | Little Ashes             | 8 de mayo de 2009        |                                |